# Shut Up and Bleed
Shut Up and Bleed — совместный компиляционный альбом американских ноу-вейв-групп Teenage Jesus and the Jerks и Beirut Slump, изданный в 2008 году лейблами Cherry Red в Великобритании и Atavistic в США.

## Об альбоме
Данный сборник собрал в себе все релизы Teenage Jesus and the Jerks с их ранее неизданными концертными записями и записями другого музыкального проекта Лидии Ланч — Beirut Slump.
Музыка минималистична и абразивна: фальшивый вокал, гитары расстроены, ударные партии чрезвычайно просты, а саксофон Джеймса Ченса из Contortions имеет резкий звук. Один из рецензентов отметил, что при прослушивании данного альбома можно заметить готические элементы.

## Отзывы критиков
Марк Деминг из AllMusic присудил данному альбому четыре звезды из пяти, сказав, что «Shut Up and Bleed — брутальная и бескомпромиссная музыка не для слабонервных, и нет никаких сомнений, что именно этого добивались оба коллектива. Это жизненно важное свидетельство нью-йоркской ноу-вейв-сцены в её самых чистых и разрушительных проявлениях».
Джо Пелоне из Punknews.org присудил данному альбому три с половиной звезды из пяти, порекомендовав: «Если вам нравится пост-панк, ранние Sonic Youth, Эксин Червенка или любой другой андеграундный альбом, изданный после 1979 года, возможно, будет неплохо приобрести этот ломтик истории».

## Список композиций
Все тексты написаны Лидией Ланч, за исключением 8-й, 12-й, 14-й, 16-й, 18—19-й, 21-й и 27-й композиций, написанных Бобби Своупом.
| №                   | Название                    | Длительность |
| ------------------- | --------------------------- | ------------ |
| 1.                  | «Red Alert»                 | 0:34         |
| 2.                  | «Orphans»                   | 2:24         |
| 3.                  | «Burning Rubber»            | 1:45         |
| 4.                  | «The Closet»                | 2:54         |
| 5.                  | «Less Of Me»                | 1:38         |
| 6.                  | «Freud In Flop»             | 0:42         |
| 7.                  | «I Woke Up Dreaming»        | 3:02         |
| 8.                  | «See Pretty»                | 2:44         |
| 9.                  | «Baby Doll»                 | 1:32         |
| 10.                 | «Race Mixing»               | 1:01         |
| 11.                 | «Crown Of Thorns»           | 0:42         |
| 12.                 | «Staircase»                 | 2:38         |
| 13.                 | «Less Of Me»                | 1:25         |
| 14.                 | «Tornado Warnings»          | 1:16         |
| 15.                 | «My Eyes»                   | 1:34         |
| 16.                 | «Case #14»                  | 2:25         |
| 17.                 | «Red Alert»                 | 0:21         |
| 18.                 | «I Am The Lord Jesus»       | 0:53         |
| 19.                 | «Sidewalk»                  | 2:54         |
| 20.                 | «Burning Rubber»            | 1:38         |
| 21.                 | «Try Me»                    | 1:58         |
| 22.                 | «The Closet»                | 3:47         |
| 23.                 | «Eliminate By Night (Live)» | 0:40         |
| 24.                 | «I Woke Up Dreaming»        | 3:10         |
| 25.                 | «Roll Your Thunder (Live)»  | 0:58         |
| 26.                 | «No Morality»               | 1:52         |
| 27.                 | «G-I Blue»                  | 0:55         |
| 28.                 | «Popularity Is So Boring»   | 1:19         |
| 29.                 | «Red Alert (Live)»          | 0:23         |
| Общая длительность: | Общая длительность:         | 51:08        |

## Участники записи
Teenage Jesus and the Jerks
- Лидия Ланч — вокал, гитара, дизайн, продюсирование (1, 3, 24), микширование (4—5, 15)
- Гордон Стивенсон — бас-гитара (1—3, 13, 20, 22—25, 29)
- Рекк — бас-гитара (4—5, 15, 26, 28)
- Джим Славунос — бас-гитара (6—7, 9—11, 17)
- Брэдли Филд — ударные, кимвал (4—6, 9—10, 15, 26, 28)
- Джеймс Ченс — саксофон (4—5, 15), микширование (4—5, 15)

Beirut Slump
- Бобби «Берковиц» Своуп — вокал, скрипка
- Лиза Своуп — бас-гитара
- Джим Славунос — ударные
- Вивьен Дик — орган

Дополнительный персонал
- Брайан Ино — продюсирование (1, 3, 24)
- Роберт Куайн — продюсирование (2, 6, 9—10, 13)
- Вуди Пейн — продюсирование (8, 12, 14, 16, 18—19, 21, 27)
- Том Гарретсон — продюсирование, ремастеринг, дизайн